# 采米茨
采米茨（德語：Zemitz）是德国梅克伦堡-前波美拉尼亚州的市镇，隶属于前波美拉尼亚-格赖夫斯瓦尔德县。总面积为30.93平方千米，截至2023年12月31日总人口为707人。